# Torre Negra
La Torre Negra, o Torre di Spagna, è una torre situata nella baia di Porto Ferro (Sassari); insieme alla Torre di Airadu e alla Torre di Bantine Sale, è una delle tre torri presenti su questo tratto di costa, costruire da scopo difensivo contro gli sbarchi dei Saraceni durante il regno di Filippo II.

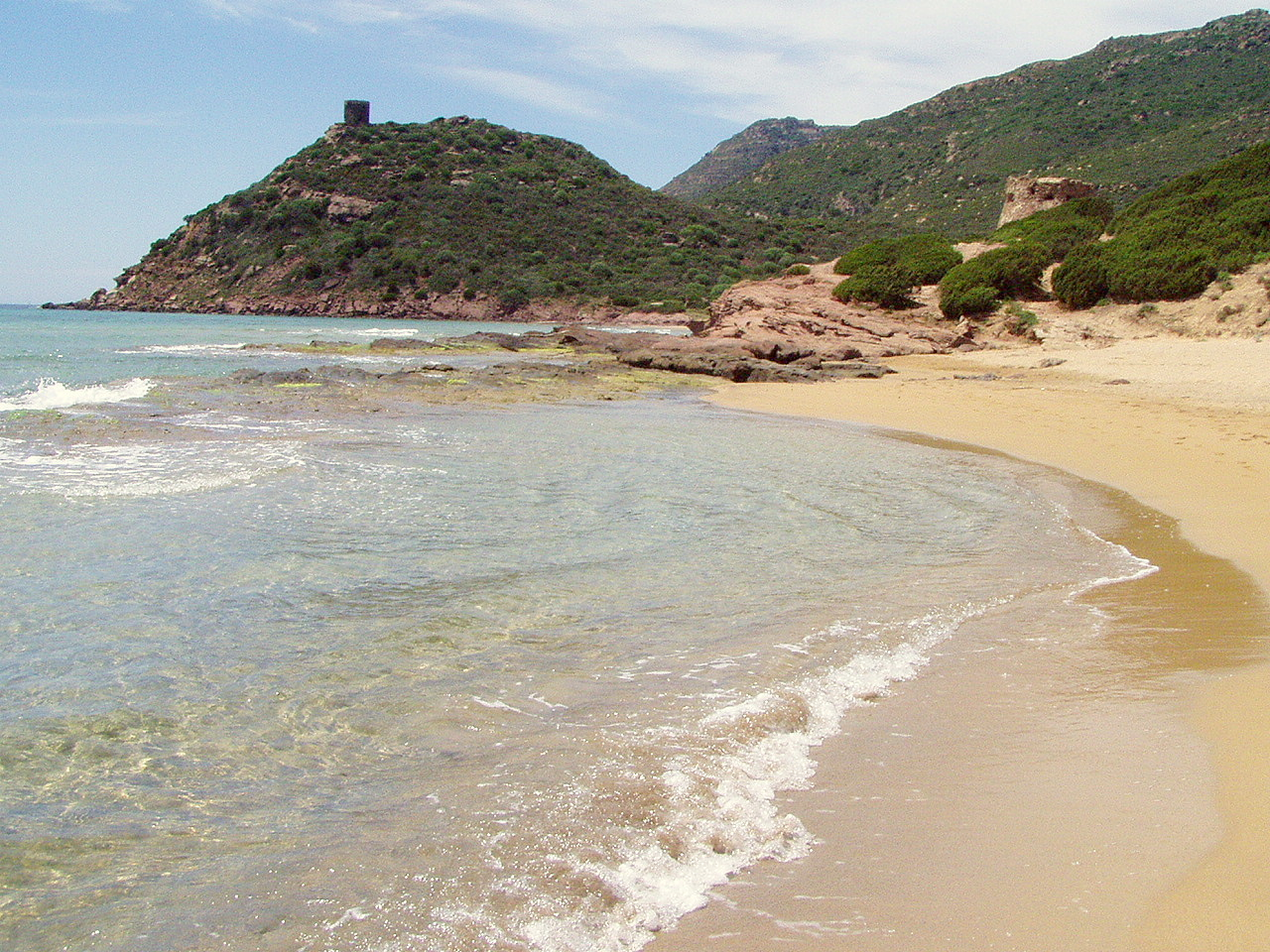
La torre vista dalla baia; a destra si nota anche la Torre Airadu

Si tratta di una "torre senzillas", eretta nella seconda metà del XVI secolo e posizionata su un promontorio sovrastante la baia, a 60 mslm; ha forma conico-cilindrica sormontata da una volta a cupola, ed è disposta su due piani, con l'ingresso posto a cinque metri d'altezza e una feritoia a raso terra che serviva per l'aerazione; l'accesso alla base della torre avveniva tramite una botola sulla terrazza. È stata costruita con roccia calcarea e arenaria, alla cui colorazione scura deve il proprio nome, e faceva forse parte di una roccaforte costiera, di cui ora restano solo poche tracce. 
Per la sua posizione era usata per avvistare le navi provenienti da nord; era in contatto visivo, oltre che con le altre due torri di Porto Ferro, anche con la torre del Porticciolo, e probabilmente comunicava anche con la torre della Pegna, permettendo di trasmettere i segnali fino ad Alghero.